# Crassispira montereyensis
Crassispira montereyensis is een slakkensoort uit de familie van de Pseudomelatomidae. De wetenschappelijke naam van de soort is voor het eerst geldig gepubliceerd in 1871 door Stearns.